# Igor Vori
Igor Vori (Sesvete, 20. septembra 1980) je bivši hrvatski rukometaš. Visok je 203 cm. Igrao je na poziciji pivota.
Kao član Hrvatske rukometne reprezentacije 2004. dobitnik je Državne nagrade za sport Franjo Bučar